# Sasolburg
Sasolburg – miasto w Południowej Afryce, w prowincji Orania. W 2000 r. miasto zamieszkiwało 21 440 osób.
Miasto uzyskało prawa miejskie w 1967 roku.
W tym mieście rozwinął się przemysł chemiczny, naftowy oraz przetwórczy.